# Mezná (kraj Wysoczyna)
Mezná – gmina w Czechach, w powiecie Pelhřimov, w kraju Wysoczyna. 1 stycznia 2014 liczyła 139 mieszkańców.